# Bronchocela danieli
Espèce
Synonymes
- Calotes danieli Tiwari & Biswas, 1973

Bronchocela danieli est une espèce de sauriens de la famille des Agamidae.

## Répartition
Cette espèce est endémique des îles Nicobar en Inde.

## Étymologie
Cette espèce est nommée en l'honneur de Jivanayakam Cyril Daniel.

## Publication originale
- Tiwari & Biswas, 1973 : Two new reptiles from the great Nicobar Islands. Journal of the Zoological Society of India, vol. 25, p. 57-63.